# Ha i Xi
Dvostruki skup (Ha i Xi) je jedan od najomiljenijih objekata astronoma amatera. Sastoji se od 2 skupa: NGC 869 i NGC 884. 
Oba skupa se fizički nalaze u asocijaciji Perzej OB1, a međusobno su udaljeni “samo” nekoliko stotina svjetlosnih godina.
Skupove je prvi opisao Hiparh, no s obzirom na to da se lako vide golim okom, zasigurno su poznati od pamtivijeka.

## Astronomska promatranja
Skupovi se nalaze u Perzeju, na pola puta između likova koji predstavljaju zviježđa Perzeja i Kasiopeju, pa ih je relativno lako pronaći. Skupovi se lako uočavaju i golim okom, a izgledaju kao dvije svijetle mrlje unutar Mliječnog puta. Već u dvogledu je moguće razaznati na desetke pojedinačnih zvijezda, a u manjem teleskopu i do stotinu.
U skupu prevladavaju plave zvijezde, no ima i nekoliko narančasatih koji pojačavaju vizualni dojam. Skupovi najbolje izgledaju na malom povećanju, jer jedino tako cijeli mogu stati u vidno polje.